# Martin Geuer
Martin Geuer (* 15. September 1982 in Magdeburg) ist ein deutscher Schauspieler.

## Biografie
Martin Geuer lebt seit seinem zweiten Lebensjahr in Berlin. Nachdem er eine Ausbildung zum Gas- und Wasserinstallateur abgeschlossen und den anschließenden obligatorischen Wehrdienst absolviert hatte, studierte er zwei Jahre lang Wirtschaftsingenieurwesen. Während seines Studiums entschloss er sich jedoch für die Ausbildung zum Schauspieler an der Filmschauspielschule Berlin. Seit seinem erfolgreichen Abschluss im August 2008 spielte er in zahlreichen Kurzfilmen mit und war in Werbung, Feature-Filmen und im Fernsehen zu sehen (u. a. als Hauptverdächtiger des Saarbrücker Tatorts – Totenstille unter der Regie von Zoltan Spirandelli).
2013 wurde Martin Geuer auf dem 11. Wild Rose Independent Film Festival in Iowa als „Bester Nebendarsteller“ für seine Rolle in dem Kurzfilm Aufzug ausgezeichnet. Produzent und Drehbuchautor des Films war Billy MacKinnon.
Von 2015 bis 2019 studierte Geuer Betriebswirtschaftslehre – Digitale Wirtschaft (Abschluss B.Sc.) an der Berliner Hochschule für Technik (damals noch Beuth Hochschule für Technik Berlin).

## Filmografie

### Kino
- 2016: die Expats[2]
- 2012: Survival[2]

### Fernsehen
- 2019: SOKO Leipzig – Die Mörder meiner Tochter (Arbeitstitel: Todesursache Ignoranz)[6]
- 2015: Tatort – Totenstille
- 2015: Schicksale
- 2014: In Gefahr
- 2014: In Gefahr
- 2014: Schicksale
- 2013: Schicksale

### Kurzfilme (Auswahl)
- 2014: Sweet Sweet Clara[7]
- 2013: Revolve[8]
- 2013: Cruelty[2]
- 2011: Aufzug[9]
- 2011: Zur Nacht[2]
- 2009: Zoe[2]
- 2008: Spiegel der Erinnerung[2]